# فرودگاه رسکرنس مموریال
فرودگاه رسکرنس مموریال (به انگلیسی: Rosecrans Memorial Airport) یک فرودگاه همگانی با کد یاتا STJ است که یک باند فرود بتن دارد و طول باند آن ۲۴۵۶ متر است. این فرودگاه در کشور ایالات متحده آمریکا قرار دارد و در ارتفاع ۲۵۱٫۸ متری از سطح دریا واقع شده است.